# Mur oporowy

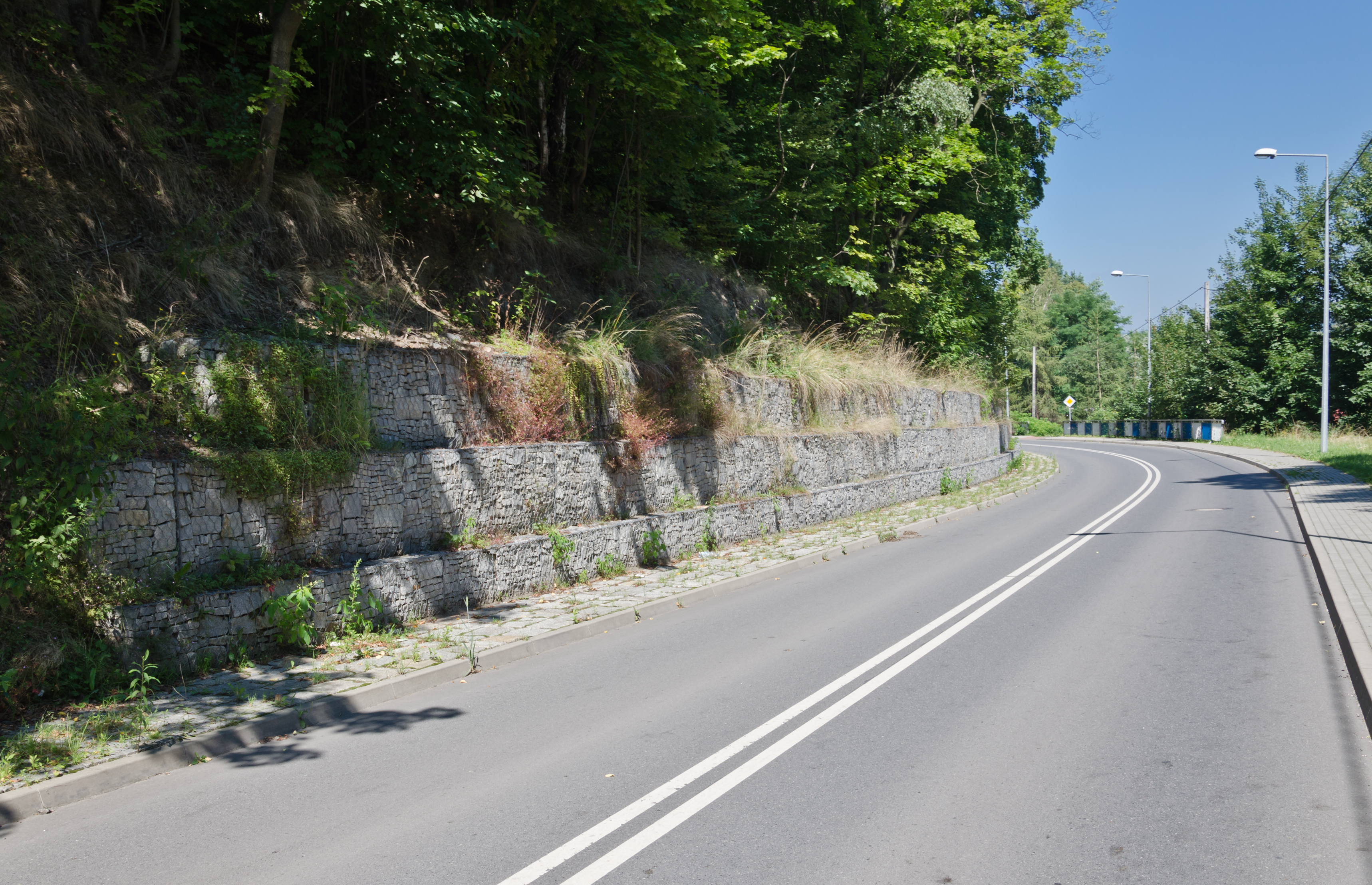
Mur oporowy z gabionów

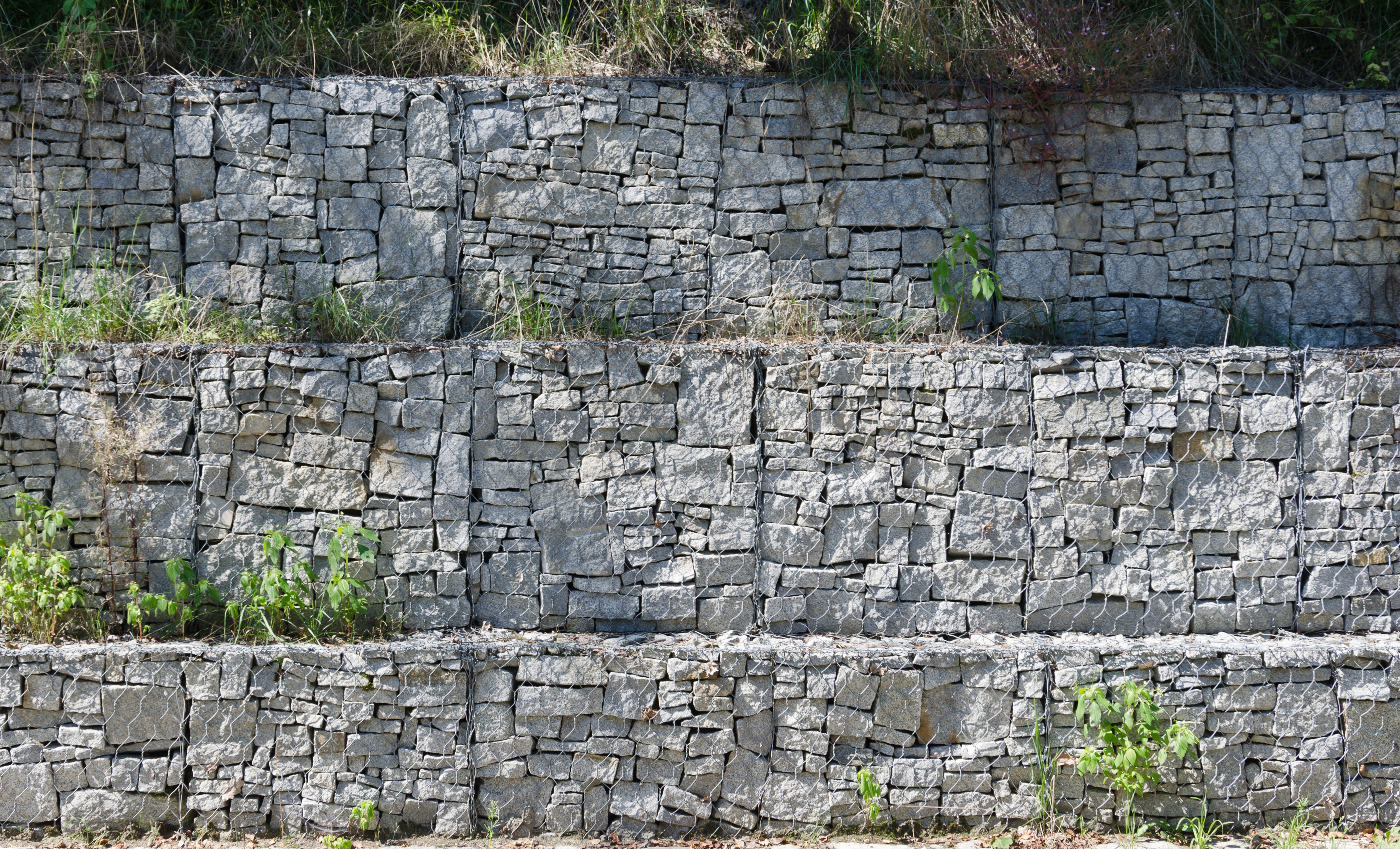
Ten sam mur w zbliżeniu

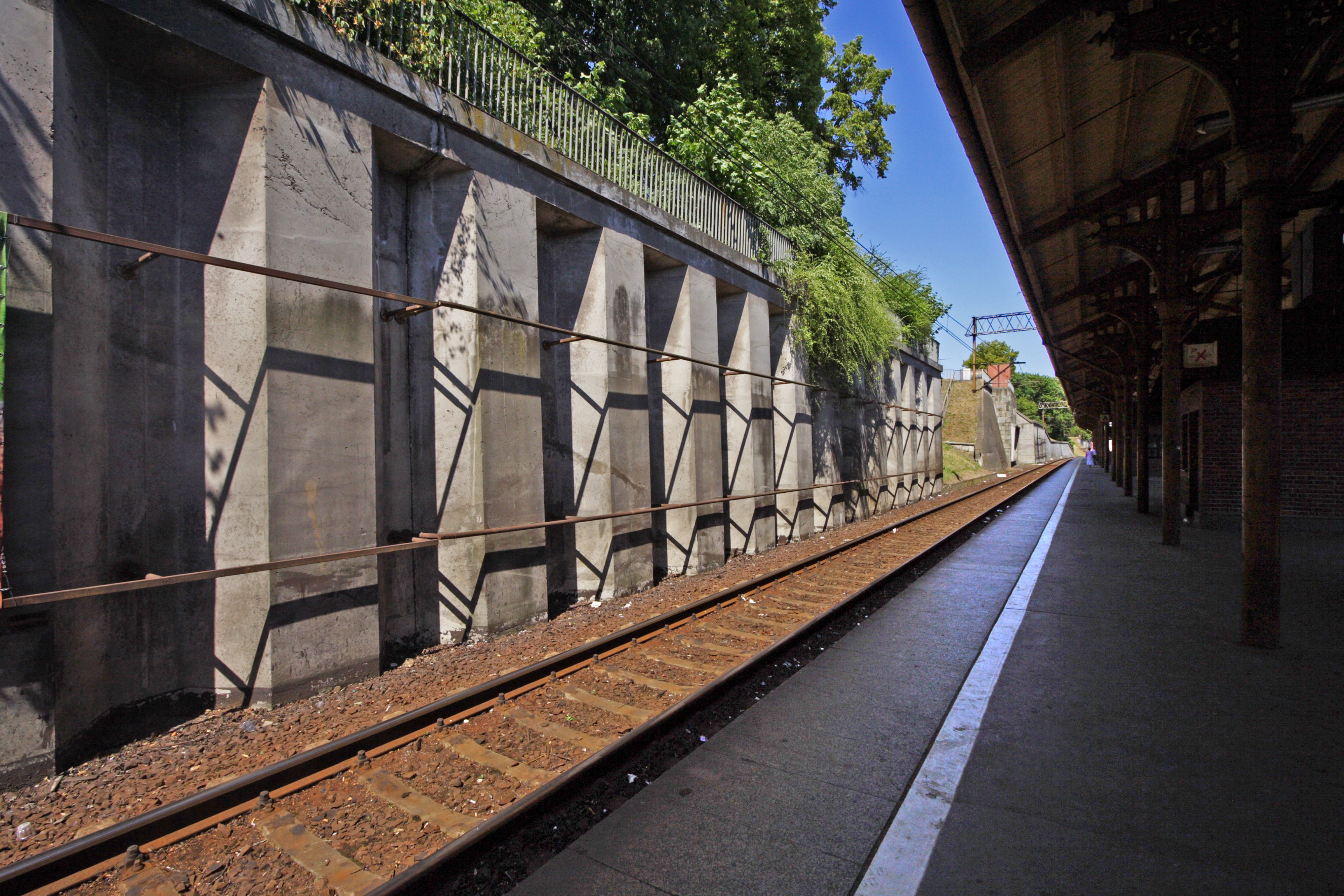
Betonowy mur oporowy na terenie stacji Gdańsk Główny

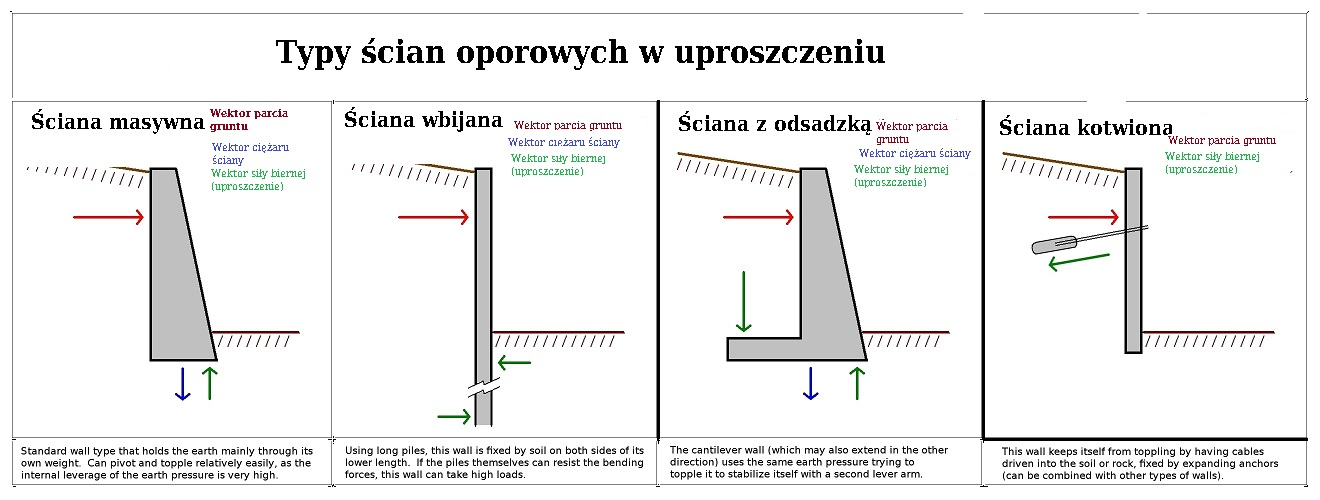
Typy murów oporowych

Mur oporowy, ściana oporowa – samodzielna, najczęściej masywna, budowla (konstrukcja) powstrzymująca poziome parcie gruntu pochodzące od wysokiego nasypu przez nią podtrzymywanego. Może być wykonany z żelbetu, betonu, cegieł, pustaków, kamieni, gabionów lub bloków betonowych, ułożonych na zaprawie lub na sucho.
Czasem jest to pionowy element w formie wysokiego i szerokiego pilastra przyściennego, o ukośnie ściętym lub uskokowym boku zewnętrznym, przejmującego rozpór poziomy sklepienia łukowego (np. gotyckiego). 
Ogólnie można powiedzieć, że mur oporowy ma za zadanie podtrzymywanie zazwyczaj wysokiego nasypu ziemnego (terenu), często silnie obciążonego (np. fundamentami budowli, składowanymi materiałami), którego naziom jest wyższy (często znacznie) od poziomu terenu chronionego murem. Nośność muru oporowego można zwiększyć przez zbrojenie go prętami stalowymi, siatkami, elementami żelbetowymi lub stalowymi.
W wyniku działania sił ciężkości grunt podtrzymywany przez mur oporowy wywiera na niego parcie prawie poziome, które jest zależne od kąta tarcia wewnętrznego gruntu oraz jego spoistości. Parcie poziome jest najmniejsze na górze muru i zwiększa się wraz z głębokością aż do poziomu terenu u podstawy muru. Parcie to może być dodatkowo zwiększane przez ciśnienie hydrostatyczne tworzone przez wody gruntowe. Dla zmniejszenia tego ciśnienia stosuje się odpowiedni drenaż.
Przy wysokich i silnie obciążonych murach o konstrukcji żelbetowej stosuje się poziome wsporniki w podstawie muru, co nadaje ścianie kształt litery L lub odwróconego T. Na wspornik działa odpór gruntu, stabilizując całą strukturę.
Nierzadko mury oporowe wykonywane są jako tak zwane ścianki szczelne, zbudowane z podłużnych elementów stalowych, betonowych, winylowych lub nawet drewnianych, wprowadzanych zwykle w luźne grunty i ściśle z sobą łączonych. Stalowe ścianki szczelne najczęściej są zagłębiane uderzeniami kafara. Zazwyczaj około 2/3 długości oporowych ścianek szczelnych znajduje się pod powierzchnią otaczającego terenu. Przy mniejszym zagłębieniu mogą one być mocowane za pomocą poziomych prętów kotwiących, sięgających poza strefę poślizgu potencjalnego osuwiska.

## Rodzaje ścian oporowych
- masywne, inaczej grawitacyjne (z betonu, kamienia lub cegły)
- wspornikowe, tak zwane ścianki szczelne (z podłużnych stalowych, betonowych, winylowych lub drewnianych elementów wprowadzonych w grunt i ściśle z sobą złączonych)
- wspornikowe zakotwione
- kątowe (żelbetowe: monolityczne lub prefabrykowane)
- kątowe żebrowe (zwykle żelbetowe monolityczne)
- z elementami (wspornikami lub płytami) odciążającymi
- złożone